# Li Kongzheng
Li Kongzheng (República Popular China, 4 de mayo de 1959) es un clavadista o saltador de trampolín chino especializado en la plataforma de 10 metros, donde consiguió ser subcampeón mundial en 1986.

## Carrera deportiva
En el Campeonato Mundial de Natación de 1986 celebrado en Madrid (España), ganó la medalla de plata en los saltos desde la plataforma de 10 metros, con una puntuación de 599 puntos, tras el estadounidense Greg Louganis (oro con 668 puntos) y por delante del también estadounidense Bruce Kimball  (bronce con 624 puntos).